# Imagem corporativa
A imagem corporativa define como uma empresa se parece, como ela é percebida, ao contrário da identidade corporativa que define quem a empresa é.
Kunsch (2003), ao citar Riel (1995), afirma que a imagem é um conjunto de
significados pelos quais se chega a conhecer um objeto e por meio do qual as pessoas o
descrevem, recordam e se relacionam. Mas, acrescenta que imagem também é o
resultado da interação de crenças, idéias, sentimentos e impressões constituídas pelas
pessoas sobre determinado objeto.
A imagem corporativa se relaciona com a visão que os públicos possuem de determinada organização, e costuma estar fortemente ligada aos produtos gráficos, a identidade visual, que é construída através das diversas percepções da comunicação em relação à publicidade, logotipos, cores, embalagens e etc. Essa imagem que corresponde a uma visão externa da organização, depende também da forma de comunicação interna, onde ela é definida através do foco no público, as ações que serão realizadas para atingi-los, a forma de comunicação escolhida além da missão, visão e valores da organização e revela como ela está organizada, além de indicar se é centralizada ou descentralizada, se possui divisões e filias e o ramo em que atua.É a forma que uma empresa é vista, e avaliada pelos públicos, está ligada ao que a organização representa. Os relações públicas fazem parte do quadro de profissionais que trabalham para que a imagem corporativa seja atraente aos olhos dos diversos públicos, de modo que consigam despertar o interesse dos cosumidores e valorizar a marca.
Muitas empresas investem tempo e recursos, para influenciar a opinião que os consumidores deixarão sobre os serviços oferecidos pela empresa e o próprio negócio. Este processo de cultivo de relações positivas não se estende a única interação com os consumidores, mas também a interação permanente com os meios de comunicação, sindicatos, associações industriais e outras entidades que têm um impacto direto e indireto sobre a opinião pública. A imagem corporativa é a melhor maneira de perceber e de imagem das corporações. No ambiente de negócios competitivo, muitas empresas trabalham para criar e comunicar uma imagem positiva para seus clientes, acionistas, comunidade financeira e público em geral. Uma empresa que que ignora a sua imagem pode encontrar uma variedade de problemas.
Independente do tamanho da organização, é importante que os gestores reconheçam a importancia de criar e manter uma imagem forte, e que os funcionários também estejam a par disso. Uma boa imagem corporativa pode levar anos para ser construida, por isso, o foco na reputação da imagem organizacional a longo prazo, a franqueza e a vontade de dar aos “stakeholders” o direito de saber, contribui bastante com a boa construção da imagem.
Diversos fatores tem contribuição com o crescimento da importância da imagem corporativa. A globalização é um deles, que representa a forma como a organização expande suas operações, tanto externamente quanto internamente.

## Analogia
Uma analogia simples para entender esses conceitos é imaginar que a imagem corporativa é como uma tela em branco que as pessoas possuem em suas mentes em relação a uma determinada empresa com a qual ainda não tiveram contato. A imagem é o preenchimento dessa tela, como se fosse um quebra-cabeças. As pessoas vão construindo a imagem com peças que a própria empresa fornece. Se a empresa não sabe muito bem como é a tela original (a identidade), não consegue distribuir as peças corretas para preencher a tela na cabeça das pessoas (a imagem). Isso faz com que se forme uma imagem confusa, onde as peças não se encaixam. Assim, é difícil confiar na empresa e formar uma opinião favorável, pois não há clareza e nem coerência. A reputação da empresa fica prejudicada, pois não se consegue discernir os pontos determinantes para a tomada de decisão. Há então os casos presenciados diariamente de peças que não se encaixam, como os anúncios milionários dos bancos afirmando que o cliente é especial, enquanto faz com que eles tenham um tratamento abaixo da crítica, esperando por longos intervalos de tempo para serem atendidos. Definindo é um sistema no qual mostre a finalidade da empresa com o consumidor.

## Kunsch (2003)
Segundo Kunsch (2003), a imagem pode ser entendida como uma visão
subjetiva da realidade objetiva, ou seja, as pessoas interpretam as mensagens emitidas
pela organização de acordo com as experiências vivenciadas durante toda a sua vida,
fazendo com que cada imagem formada seja única e individual. Portanto, a imagem que
é formada por um trabalhador rural, não será a mesma formada por um estudante, assim
como será diferente da interpretação da imagem por um funcionário da instituição ou de
um participante de um projeto social desenvolvido pela Universidade.
Corrado (1994)
Qualquer abordagem realista de análise organizacional deve ser iniciada a partir da premissa de que organizações podem ser muitas ao mesmo tempo. (...) As organizações são complexas, ambíguas e paradoxais. A análise baseada em metáforas, (nas imagens que a perpassam), é um meio para ampliar os processos de reflexão, de tal forma que possibilita ler a mesma situação de múltiplas perspectivas, e de maneira crítica, bem como devidamente informada. (A Força da Comunicação)

### Minguez (1999)
Minguez a define como “el conjunto de significados que una persona asocia a una organización”. Discute ainda que o processo de formação de uma imagem é um processo sempre complexo, pois é o resultado de uma abstração que cada indivíduo forma em sua mente a partir de operações de simplificação com atributos mais ou menos representativos para ele. Estes atributos, são, em sua maioria, provenientes de três fontes de informação: os meios de comunicação de massa, as relações interpessoais e a experiência pessoal. Em resumo, a imagem corporativa é constituída por retalhos do que a empresa é, o que a empresa faz e o que a empresa diz.

### Costa (2001, p.58)
Costa atenta para o fato de que o termo imagem é geralmente associado ao sentido da visão, ou, na melhor das hipóteses, às percepções sensoriais. Mas imagem corporativa, para o autor, é muito mais: “La imagen de empresa es la representación mental, en el imaginario colectivo, de un conjunto de atributos y valores que funcionan como un estereotipo y determinan la conducta y opiniones de esta colectividad”.

### Ade (2001)
Ade, conclui que: “(..) identidade é realidade; imagem é percepção. Identidade molda imagem; imagem reflete identidade“.

### Jean costa (2012)
"Jean costa", um dos grandes especialistas internacionais no assunto,assim define imagem corporativa: " a imagem de empresa é a representação mental, no imaginário coletivo, de um conjunto de atributos e valores que funcinam como um estereótipo e determinam a conduta e opiniões desta coletividade. (2012;p.58)